# She Got Me
She Got Me è un singolo del cantante svizzero Luca Hänni, pubblicato l'8 marzo 2019 come terzo estratto dal quinto album in studio 110 Karat. È stato scritto e composto dallo stesso interprete in collaborazione con Laurell Barker, Mac Frazer, Jon Hällgren e Lukas Hällgren.
Il brano è stato selezionato internamente dall'ente radiotelevisivo nazionale SRF per rappresentare la Svizzera all'Eurovision Song Contest 2019. Dopo essersi qualificato dalla seconda semifinale del 16 maggio, si è esibito per ventiquattresimo nella finale del 18 maggio successivo. Qui si è classificato 4º su 26 partecipanti con 364 punti totalizzati, di cui 212 dal televoto e 152 dalle giurie. Ha vinto il voto del pubblico austriaco.

## Tracce
Download digitale
1. She Got Me – 3:00
2. She Got Me (Karaoke) – 3:01

## Classifiche

### Classifiche settimanali
| Classifica (2019) | Posizione massima |
| ----------------- | ----------------- |
| Austria           | 26                |
| Belgio (Fiandre)  | 70                |
| Belgio (Vallonia) | 86                |
| Estonia           | 5                 |
| Germania          | 62                |
| Grecia            | 10                |
| Irlanda           | 77                |
| Islanda           | 3                 |
| Lituania          | 4                 |
| Lussemburgo       | 9                 |
| Norvegia          | 38                |
| Paesi Bassi       | 48                |
| Polonia           | 42                |
| Spagna            | 65                |
| Svezia            | 35                |
| Svizzera          | 1                 |

### Classifiche di fine anno
| Classifica (2019) | Posizione |
| ----------------- | --------- |
| Islanda           | 47        |
| Svizzera          | 10        |